# Адъюстаж

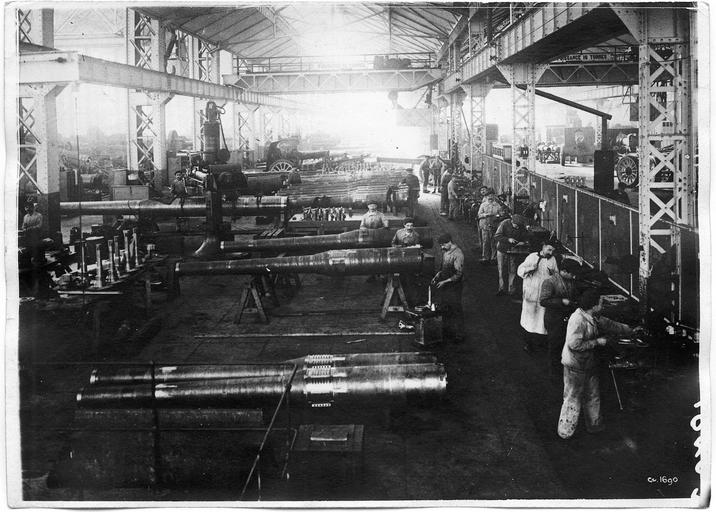
Адъюстаж затворов крупнокалиберных орудий во время Первой мировой войны
(Франция, 1916 год)

Адъюста́ж (фр. ajustage — «пригонка», «прилаживание», «юстировка») — участок прокатного производственного цеха, где осуществляется финальная обработка металлического изделия.
Основной задачей адъюстажа является окончательная подготовка (листового, сортового) товара перед отправкой его потребителю в соответствии с пожеланиями последнего. Сюда входит резание по размерам заказчика, правка металла, намотка, размотка, зачистка маркировка (согласно ГОСТ, ТУ и пр., в зависимости от страны получателя или производителя), обвязка, упаковка и отгрузка на склады, которые также относятся к адъюстажу.
Несмотря на кажущуюся простоту вышеназванных операций и высокую степень механизации (включая робототехнические комплексы) для их выполнения требуется, помимо руководящего звена (бригадиров, мастеров, начальников участка и т. д.) большое количество специалистов различных рабочих специальностей, как то: фасочник (отвечающий за нанесение фасок на деталях, скребец (совершенствует опорные плоскости при помощи скребка с точностью до 5 мкм), корректор, нарезчик, вытяжник (роль которого заключается в обработке краев детали при длинной вытяжке), крестовик (специализируется на отделке поверхностей детали по скрещенным линиям), кладовщик и другие.